# 羅卡亞爾加山
42°0′35.23″N 2°26′44.40″E / 42.0097861°N 2.4456667°E
羅卡亞爾加山，是西班牙的山峰，位於該國東北部加泰羅尼亞，屬於加泰羅尼亞橫斷山脈中吉萊里斯山的一部分，海拔高度1,187米。